# Ectropis incertaria
Ectropis incertaria là một loài bướm đêm trong họ Geometridae.